# Audiencia Nacional
La Audiencia Nacional es un tribunal español que tiene jurisdicción en todo el territorio nacional. Es un tribunal tanto de apelación como de instancia en aquellas materias que la Ley Orgánica del Poder Judicial indica, pero en ningún caso se trata de un tribunal de casación. Su sede está en la ciudad de Madrid. 
Fue creada por el Real Decreto-ley 1/1977, de 4 de enero, al tiempo que se suprimía el Tribunal de Orden Público activo durante la dictadura de Francisco Franco.
Su presidente es Juan Manuel Fernández Martínez (desde 2025).

## Regulación
Su regulación se encuentra en el capítulo II, del título IV del libro I de la Ley Orgánica 6/1985, de 1 de julio, del Poder Judicial.
Este tribunal se compone de:
- Un orden jurisdiccional penal con dos salas, la Sala de lo Penal y la Sala de Apelación.
- Un orden jurisdiccional contencioso-administrativo con la Sala de lo Contencioso-Administrativo.
- Un orden jurisdiccional social con la Sala de lo Social.

La Audiencia Nacional conoce, entre otras, de materias de especial importancia como:
- En materia penal de determinados delitos contra la Corona o miembros de Gobiernos, delitos de crimen organizado como terrorismo, narcotráfico, falsificación de moneda, y de delitos cometidos fuera del territorio nacional cuando conforme a las Leyes o a los tratados corresponda su enjuiciamiento a los tribunales españoles.
- En materia contencioso-administrativa de algunos recursos contencioso-administrativos contra disposiciones y actos de los Ministros y Secretarios de Estado.
- En materia laboral conocerá en única instancia de los procesos especiales de impugnación de convenios colectivos cuyo ámbito territorial de aplicación sea superior al territorio de una comunidad autónoma y de otras materias.

La Audiencia Nacional está compuesta por su presidente, los presidentes de Sala y los magistrados que determine la ley para cada una de sus Salas y Secciones. El presidente de la Audiencia Nacional, que tendrá la consideración de presidente de Sala del Tribunal Supremo, es el presidente nato de todas sus Salas.

## Origen
El 1 de marzo de 1940 se dictó en España la Ley sobre represión de la masonería y del comunismo. Para llevarla a cabo, se creó el Tribunal Especial para la Represión de la Masonería y el Comunismo. Entre 1940 y 1964, realizó más de 60 000 procesos. El tribunal fue suprimido el 8 de febrero de 1964, ya transferidas gran parte de sus funciones al Tribunal de Orden Público, creado el 2 de diciembre de 1963. Conocido como TOP, fue una instancia judicial especial existente en la fase final del franquismo y en los primeros años de la Transición. Su misión fue la represión de las conductas consideradas delitos políticos y garantizar la estabilidad del régimen franquista.
La Audiencia Nacional fue creada por Real Decreto-ley 1/977, de 4 de enero, al tiempo que se suprimía el Tribunal de Orden Público. Esto ha llevado a algunos autores a considerar a la Audiencia Nacional como sucesora del TOP, «para juzgar delitos de terrorismo y otros de ámbito estatal», hecho que ha sido negado por otros autores usando dos argumentos fundamentalmente: la Audiencia Nacional es independiente del ejecutivo, y sus competencias, en parte relacionadas con delitos de terrorismo, en nada afectan a lo relacionado con el ejercicio de derechos fundamentales. El BOE de ese mismo día publicó también la Ley para la Reforma Política, cinco meses antes de las primeras elecciones democráticas y casi dos años antes de la aprobación de la Constitución española.
La creación de la Audiencia Nacional fue debida, según el Gobierno, a la necesidad de convertir la seguridad jurídica de los ciudadanos en la «piedra angular del Estado de derecho».

### Críticas al origen de la Audiencia Nacional
- Derecho al juez ordinario, incluido el juez natural. Se ha defendido que la existencia de la Audiencia Nacional era contraria a la Constitución española al contravenir el precepto del artículo 24.2 sobre el derecho al juez natural; es decir, uno que tenga su sede en el lugar de comisión de los hechos.[6] Por ello, la Audiencia Nacional sería contraria a la Constitución. Sin embargo, el Tribunal Constitucional de España[7] ha entendido que su existencia no contraviene la Constitución española, por cuanto esta garantiza el derecho a un juez ordinario predeterminado por la ley, es decir, que no se cree un tribunal específico con posterioridad al delito, sino que sea un órgano previsto por la ley y dotado de competencia con anterioridad al hecho que motiva la actuación judicial.[8] Entiende el Tribunal Constitucional que existen supuestos que, en relación con su naturaleza, con la materia sobre la que versan, por la amplitud del ámbito territorial en que se producen, y por su transcendencia para el conjunto de la sociedad, pueden hacer llevar razonablemente al legislador a que la instrucción y enjuiciamiento de los mismos pueda llevarse a cabo por un órgano judicial centralizado, sin que con ello se contradiga el art. 152.1 de la Constitución.[9] Tanto los Juzgados Centrales de Instrucción como la Audiencia Nacional son orgánica y funcionalmente, por su composición y modo de designación, órganos judiciales «ordinarios», y así ha sido reconocido por la Comisión Europea de Derechos Humanos en su Informe (de 16 de octubre de 1986) sobre el caso Barbera y otros, en el que se afirma: «la Comisión comprueba que la Audiencia Nacional es un Tribunal ordinario instituido por un real decreto ley y compuesto de magistrados nombrados por el Consejo General del Poder Judicial».[10]
- Decreto ley. La Audiencia Nacional fue creada por real decreto ley, no contemplado en la legislación franquista, que exigía una ley ordinaria. Según Juan Manuel Olarieta Alberdi, «el nuevo Tribunal nacía viciado de ilegalidad».[11] Para Andrés de la Oliva, «la Audiencia Nacional es antidemocrática de nacimiento».[12]
- Sistema de elección de magistrados y presidente. El sistema de elección era discriminatorio y con gran influencia política según algunos, por ser concurso «entre los previamente designados idóneos, lo que significaba en aquellos momentos que al igual que para la de otros altos cargos de la entonces denominada Administración de Justicia, una decisión irrecurrible y secreta del Consejo Judicial, cuyos miembros eran también designados por el Ministerio de Justicia».[13]
- Principio de inmediación. Según el cual, los delitos deben ser juzgados en el marco territorial en que se cometen y la distancia es un «factor que induce a juzgar de una manera deshumanizada y abstracta, pues establece un abismo entre el juzgador y la sociedad local de la que es miembro el presunto delincuente».[14]

## Sala de Gobierno
La Sala de Gobierno de la Audiencia Nacional es un órgano de gobierno interno, cuyas competencias son: aprobar las normas de reparto; elaborar informes solicitados por el CGPJ; redactar la memoria anual; proponer magistrados suplentes, y determinadas facultades disciplinarias. 
Está integrada por ocho miembros: el presidente de la Audiencia Nacional y los presidentes de las tres Salas (los cuatro, miembros natos), tres miembros elegidos por los magistrados de la Audiencia Nacional y el secretario de gobierno (con voz y voto solamente en los asuntos concernientes a secretarios judiciales o Secretaría de Gobierno). En noviembre de 2017, sus miembros eran:
- Presidente: Juan Manuel Fernández Martínez.
- Miembros natos: Félix Alfonso Guevara Marcos (presidente de la Sala de lo Penal), Fernando Luis Ruiz Piñeiro (presidente de la Sala de lo Contencioso-Administrativo), Ramón Gallo Llanos (presidente de la Sala Social).

- Miembros electos: Ana Isabel Martín Valero (Sección 4.ª Contencioso), Ana María Sangüesa Cabezudo (Sección 3.ª Contencioso), Manuel Fernández-Lomana García (Sección 2.ª Contencioso).

- Secretaria de Gobierno: María Jesús Fraile Martín (Secretaría de Gobierno).

## Organismos relacionados con la Audiencia Nacional
La Audiencia Nacional se regula en los artículos 62 a 69 de la Ley Orgánica del Poder Judicial. Hay toda una serie de Juzgados con sede en Madrid y Jurisdicción en toda España que no forman parte de la Audiencia Nacional pero que popularmente se consideran parte de la misma. Entre paréntesis, los artículos de la Ley Orgánica del Poder Judicial que los regula.
1. Juzgados Centrales de lo Penal (art. 89, bis 3). Enjuician los mismos delitos que la Sala de lo Penal cuando estos tienen contemplada una pena privativa de libertad de hasta cinco años (menos graves);
2. Juzgados Centrales de la Instrucción (art. 88). Investigan los delitos que luego enjuiciará la Sala de lo Penal de Audiencia Nacional o los Juzgados Centrales de lo Penal;
3. Juzgado Central de Menores (art. 96.2). Enjuicia los mismos delitos que la Audiencia Nacional y el Juzgado Central de lo Penal pero cuando se acusa a menores de edad;
4. Juzgado Central de Vigilancia Penitenciaria (art. 94.4). Atienden al cumplimiento de las penas impuestas por la Audiencia Nacional o el Juzgado Central de lo Penal;
5. Juzgado Central de lo Contencioso-Administrativo (art. 90.4), que conocerá los recursos contra disposiciones y actos emanados de autoridades, organismos, órganos y entidades públicas con competencia en todo el territorio nacional.

Estos Juzgados serán sustituidos, desde el próximo 31 de diciembre de 2025, por el Tribunal Central de Instancia (TCI), cuyas Secciones se corresponderán con los actuales Juzgados Centrales.

## Fiscalía
La Fiscalía de la Audiencia Nacional es el órgano que ejerce las funciones del Ministerio Fiscal ante este tribunal y ante los Juzgados Centrales. De esta forma, interviene en todos los procedimientos penales, contencioso-administrativos y sociales que conozca la Audiencia Nacional y los Juzgados Centrales, salvo aquellos que sean competencia de la Fiscalía Especial Antidroga y de la Fiscalía Especial Anticorrupción. Esta fiscalía se integra por un Fiscal Jefe de la primera categoría, un teniente fiscal de la segunda categoría y 16 fiscales de la segunda categoría.
En cuanto a su organización, la Fiscalía distribuye el trabajo entre diferentes servicios y coordinaciones. Con fecha de 2023, eran departamentos de esta fiscalía: Teniente Fiscal y Portavocía; Terrorismo; Delitos Económicos; Vigilancia Penitenciaria; Menores; Atención a Víctimas y ERE; Cooperación Internacional; Extranjería, Trata de Seres Humanos y Justicia Universal; Euroórdenes, Extradiciones, Jurisprudencia y Documentación; Contencioso Administrativo y Social; Crímenes sin resolver; Diligencias de investigación y preprocesales.
La Fiscalía tiene su sede central en la sede de la Audiencia Nacional, con algunos servicios alojados en la calle de Goya n.º 14.

## Personas relacionadas con la Audiencia Nacional

### Presidentes de la Audiencia Nacional
- Juan Manuel Fernández Martínez (2025-).[2]
- José Ramón Navarro Miranda (2014-2025).[21]
- Ángel Juanes Peces (2009-2014).
- José Carlos Dívar Blanco (2001-2008).
- Clemente Auger Liñán (1992-2001).
- Rafael de Mendizábal Allende (1991-1992).
- Fernando de Mateo Lage (1986-1991).
- Gonzalo de la Concha Pellico (1986).
- Rafael de Mendizábal Allende (1977-1986).
- Ángel Escudero del Corral (1977).

### Presidentes de Sala
- Presidentes de la Sala de Apelación
  - Manuela Francisca Fernández Prado (2024-). En funciones hasta su nombramiento definitivo en 2025.
  - El presidente de la Audiencia Nacional hasta 2024.

- Presidentes de la Sala de lo Penal
  - Félix Alfonso Guevara Marcos (2025-)
  - Alfonso Guevara Marcos (2021-2024). En funciones.
  - Concepción Espejel Jorquera (2017-2021).
  - Fernando Grande-Marlaska (2012-2017).
  - Javier Gómez Bermúdez (2004-2012).
  - Siro García Pérez (1991-2004).[22]
  - Alfonso Villagómez Rodil (1986-1991).[23]
  - Gonzalo de la Concha Pellico (1977-1986).[24]

- Presidentes de la Sala de lo Contencioso-Administrativo
  - Fernando Luis Ruiz Piñeiro (2025-)
  - Eduardo Menéndez Rexach (2014-2025)
  - Eduardo Ortega Martín (2013)
  - Diego Córdoba Castroverde (2010-2013).
  - Carlos Lesmes Serrano (2005-2010).
  - Eduardo Calvo Rojas (2000-2005).
  - José María Álvarez-Cienfuegos Suárez (1998-2000).
  - Juan Antonio Rossignoli Just (1990-1998).
  - José Gabaldón López (1980-1990).
  - Jerónimo Arozamena Sierra (1977-1980).

- Presidentes de la Sala de lo Social
  - Ramón Gallo Llanos (2025-)
  - José Pablo Aramendi Sánchez (2020-2024)
  - Ricardo Bodas Martín (2009-2020).
  - José Joaquín Evaristo Jiménez Sánchez (2004-2009).
  - Eustasio de la Fuente González (1999-2004).
  - Manuel Iglesias Cabero (1989-1999).

### Titulares de los Juzgados Centrales de Instrucción
Los asuntos que llegan a la Sala de lo Penal de la Audiencia Nacional han sido previamente investigados por los Juzgados Centrales de Instrucción. En los cuales, trabajan o han trabajado:
- Juzgado Central de Instrucción número 1
  - Santiago Pedraz (2005- ).
  - Guillermo Ruiz de Polanco (1999-2004)
  - Juan del Olmo (1998-1999). Interino.
  - Javier Gómez de Liaño (1996-1998)
  - Carlos Bueren (1986-1996)
  - Ricardo Varón Cobos (1979-1986)
  - Rafael Gómez Chaparro (1977-1979)
- Juzgado Central de Instrucción número 2
  - Ismael Moreno Chamarro (1989- ).
  - Alfredo Vázquez Rivera (1979-1987).
  - José Luis Bermúdez de la Fuente (1977-1979).
- Juzgado Central de Instrucción número 3
  - María Tardón Olmos (2018- ).
  - Carmen Lamela Díaz (2015-2018).
  - Juan Pablo González (2015) Interino.
  - Javier Gómez Bermúdez (2012-2015).
  - Fernando Grande-Marlaska (2007-2012).
  - Teresa Palacios Criado (1997-2007).
  - Miguel Moreiras (1991-1996).
  - Rodolfo Soto Vázquez (1987-1990)
  - Alfonso Barcala y Trillo Figueroa (1986-1987)
  - Luis Lerga Gonzálbez (1983-1986). Interino
  - Alfonso Barcala y Trillo Figueroa (1979-1983)
- Juzgado Central de Instrucción número 4
  - Fernando Andreu (2002- ).
  - Carlos Dívar (1980-2001).
- Juzgado Central de Instrucción número 5
  - José de la Mata (2015- ).
  - Pablo Ruz (2010-2015). Interino
  - Fernando Grande-Marlaska (2005-2006). Interino
  - Baltasar Garzón (1989-2005; 2006-2010).
  - Francisco José Castro Meije (1984-1989)
- Juzgado Central de Instrucción número 6
  - Manuel García-Castellón (2017-)
  - Eloy Velasco (2008- 2017)
  - Pablo Ruz (2008). Interino.
  - Juan del Olmo (2000-2008).
  - Manuel García-Castellón (1995-2000).

### Fiscales
A diferencia de los Juzgados y Tribunales, que son diversos, el Ministerio Fiscal es único para todo el territorio nacional. Un órgano del Ministerio Fiscal es la "Fiscalía de la Audiencia Nacional". La Fiscalía de la Audiencia Nacional es competente para conocer de los asuntos que correspondan a este órgano judicial, con excepción de los que resulten atribuidos a otra Fiscalía Especial; como, por ejemplo, la Fiscalía Antidroga y la Fiscalía contra la Corrupción y la Criminalidad Organizada. Dentro de los Fiscales que están o han estado relacionados con la Audiencia Nacional, puede citarse a:
- Carmen Tagle (fiscal adscrita a los casos que tramitaba el Juzgado Central de Instrucción número 5).
- Eduardo Fungairiño (fiscal jefe de la Audiencia Nacional desde 1997 hasta 2006).
- El actual fiscal jefe de la Audiencia Nacional es Jesús Alonso Cristóbal.